# Saint-Jean-des-Champs
Saint-Jean-des-Champs é uma comuna francesa na região administrativa da Normandia, no departamento Mancha. Estende-se por uma área de 19,39 km². Em 2010 a comuna tinha 1 467 habitantes (densidade: 75,7 hab./km²).